# Vragkirkegård Ekenabben
Vragkirkegården Ekenabben ligger i Djupasund mellem øerne Sturkö og Tjurkö i Blekinge skærgård, Sverige. Vragkirkegården består af seks vrag fra perioden 1550-1650, som blev sænket af svenskerne i slutningen af 1700'erne og begyndelsen af 1800'erne for at skabe en barriere og forhindre adgang til Karlskrona.

## Historie
Efter Sveriges nederlag i den svensk-franske krig (1805-1810) blev Sverige tvunget ind i Fastlandsspærringen, en handelsblokade mod Storbritannien. Da Storbritannien var Sveriges største handelspartner, var Sverige tilbageholdende med at håndhæve blokaden. I 1810 førte dette til, at Frankrig gav Sverige et ultimatum, der tvang Sverige til at erklære Storbritannien krig.
Senere samme år blev Sverige informeret om, at den britiske flåde var på vej for at beslaglægge eller ødelægge den svenske flåde. Som følge heraf blev flere svenske skibe bevidst sænket i Djupasund for at skabe en barriere ved indsejlingen til Karlskrona. Disse skibe udgør i dag flere af vragene i Vragkirkegården.

## Kortlægning af vragene
I forbindelse med projektet "Världsarvets g(l)ömda vrak" blev de seks vrag ved Ekenabben kortlagt og identificeret mellem 2020 og 2022 under ledelse af lokale myndigheder. Projektet blev iværksat for at øge bevidstheden om UNESCO's verdensarvssted i Karlskrona, etablere en dykkerpark og styrke turismebranchen i Blekinge. 

### Linjeskibet Södermanland/Grip/Gripen
Bygget i Stockholm i 1749. Omdannet til fregat i 1777 og sænket i 1810.

### Linjeskibet Enigheten/Kung Fredrik
Bygget i Karlskrona i 1696. Ombygget og omdøbt til Kung Fredrik i 1732. Sænket i 1785.

### Linjeskibet Wasa
Bygget i Karlskrona i 1778. Deltog i marineanslaget under den russisk-svenske krig (1788-1790). Sænket i 1836.

### Skærgårdfartøjet Disa
Mindre skærgårdsfregat, 23,75 m lang og 5,5 m bred. Sænket i Djupasund.

### Kronjagten Simpan
Ingen kendte oplysninger findes om byggeår eller historie.

### Brigantinen Pollux
Bygget i Karlskrona. Tomastet fartøj, 28,5 m langt og 7,1 m bredt. Sænket i 1785.

## Sportdykning
Flere af vragene på vragkirkegården er attraktive dykkermål og relativt let tilgængelige fra havnen i Ekenabben. Vragkirkegården ligger i en dybde på ca. 12 meter, og egetræstømmer strækker sig nogle meter fra bunden på visse vrag. Dykkerflag og ledsagerbåd anbefales på grund af den aktive fiskerihavn i nærheden.

Projektet Världsarvets g(l)ömda vrak blev gennemført som et første skridt i udviklingen af en planlagt dykkerpark. Målet er, at de besøgende skal kunne guides blandt vragene gennem forskellige vejvisere og skilte. Ved Ekenabbens havn er der en udstilling med informationsskilte om Vragkirkegården og seks af de identificerede krigsskibe.
- Skroget på vraget efter linjeskibet Södermanland/Grip/Gripen
- Vraget efter linjeskibet Södermanland/Grip/Gripen'.
- Aktern på vraget efter linjeskibet Enigheten/Kung Fredrik.
- Vraget efter linjeskibet Enigheten/Kung Fredrik.
- Vraget efter linjeskibet Wasa.
- Vraget efter skærgårdfartøjet Disa.
- Vraget efter kronejagten Simpan.
- Vraget efter brigantinen Pollux.